# Институт проблем точной механики и управления РАН
Институт проблем точной механики и управления Российской академии наук — государственный научно-исследовательский институт. Входит в Саратовский научный центр РАН. Находится в городе Саратов.

## История
Научный коллектив начал формироваться после открытия в Саратове филиала Института машиноведения имени А. А. Благонравова (1987). В 1996 году филиал был преобразован в самостоятельный институт (постановление Президиума РАН № 53 от 19 марта 1996 года).

### Директора института[1]
- Резчиков, Александр Фёдорович (1996—2015)
- Кушников, Вадим Алексеевич (2015—2018)
- Петров Дмитрий Юрьевич (2018)
- Костерев Андрей Александрович (2019 — наст. время)

## Научные направления
Проблемы механики прецизионных технических систем.
Системный анализ и синтез структур «машина-человек-среда».
Методы и средства управления, диагностики и метрологии в точной механике.